# Der Sohn (Schnitzler)
Der Sohn ist eine frühe Erzählung von Arthur Schnitzler. Sie entstand im Sommer 1889 und erschien im Januar 1892 als erster Beitrag Schnitzlers in der Literaturzeitschrift Freie Bühne für den Entwicklungskampf der Zeit bei S. Fischer in Berlin. Zu einem späteren Zeitpunkt nahm Schnitzler die Erzählung wieder auf und arbeitete sie zu seinem letzten Roman, Therese aus.

## Inhalt
Der Sohn ist ohne Vater aufgewachsen. Die ledige Mutter, Martha Eberlein, vom Erzeuger des Sohnes verlassen, zog den Jungen allein auf. Der Sohn hatte den Erstickungsversuch durch die Mutter in der ersten Nacht seines Lebens überstanden. Seitdem nahm die Mutter einen Vorwurf in dem Augenausdruck des Sohnes zum Anlass zur Tolerierung jedweder Aufsässigkeit ihres Sprösslings. Jene Renitenz gipfelt in einem Mordversuch des schließlich erwachsenen Sohnes. Er schlägt mit dem Beil gegen die Schläfe der Mutter, verletzt sie lebensgefährlich und wird inhaftiert. Bevor die Mutter an der Beilattacke stirbt, bittet sie ihren Arzt unter vier Augen, den Sohn zu befreien. Denn er sei unschuldig. Der Doktor will vor dem Gericht um Milde für den Muttermörder bitten.

## Interpretationen
- Nach Perlmann liegt mit der Novelette ein Kriminalfall vor, in der nicht etwa ein Kriminalkommissar, sondern der erzählende Arzt den Mordfall leserverständlich analysiere. Die ärztliche Gewissensentscheidung – das Gericht anzurufen – bahne den „Weg zur sozialen Rechtswissenschaft“[2].
- Peter Sprengel[3] zitiert den programmatischen Schlusssatz des Textes: „… es ist noch lange nicht klar genug, wie wenig wir wollen dürfen und wieviel wir müssen“ (Verwendete Ausgabe, S. 17, 2. Z.v.u.) und nennt den Erstpublikator – S. Fischers Hauszeitung Neue Rundschau – „Zentralorgan des deutschen Naturalismus“. Sprengel spielt damit auf die philosophische Basis des Textes an; auf die dem Naturalismus innewohnenden Determinismus, der sich beim Sohn im „Zweifel an der Autonomie des Individuums“[4] zeige: Der Sohn kann nicht anders als töten. Er ist durch sein erstes Erlebnis fertig strukturiert.
- Le Rider bemerkt, der ödipale Sohn habe schlechte Kritiken bekommen. Als Beispiel nennt er die Arbeit „Schnitzler and characterology. From Empire to Third Reich“ (Schnitzler und die Charakterkunde. Vom Empire zum Dritten Reich) von Katherine Arens[5] aus dem Jahr 1986, die Weiningers Geschlecht und Charakter als Vorbild für die textimmanente Schicksalsbestimmung im Menschen sähe.[6]
- Nach Imke Meyer schwanke der Ich-Erzähler, also der die Sterbende behandelnde Arzt, zwischen Gefahr und Wunsch. Der Mediziner fürchte einerseits die Ansteckung[A 2] bei der Patientin. Andererseits möchte er doch gerne einmal deren jahrelang ausgelebtes Gefühl am eigenen Leib erfahren.[7]
- Für Stefan Scherer bejaht die Frage nach der Schuld zumindest auf narrativer Ebene: „Unbewusste Regungen entstehen im Augenblick der allerersten Wahrnehmung.“[8]